# Налчаджян, Альберт Агабекович
Альбе́рт Агабе́кович Налчаджя́н (22 августа 1939 Ленинакан Армянская ССР, СССР) — советский и армянский учёный-психолог, этнолог и философ. Доктор психологических наук, профессор.

## Биография
Родился 22 августа 1939 г. в г. Ленинакан (ныне Гюмри) Республики Армения, второй ребёнок в семье. Всего в семье было пять детей. Национальность — армянин. Отец — Агабек Саркисович Налчаджян, был учителем русского языка и географии. Мать — Арусяк Амазасповна Налчаджян получила среднее образованиеи и в основном занималась воспитанием своих пяти детей.
После окончания средней школы Альберт Налчаджян поступает в механико-математический факультет Ереванского государственного унгиверситета. После окончания университета в течение двух лет работает техником, затем инженером.
Но в 1964 году поступает в аспирантуру по психологии в Ереванский государственный педагогический институт им. Х. Абовяна и всю свою дальнейшую жизнь связывает с психологией. С 1968 г. по 1981 г. работал в Институте иностранных языков им. В. Брюсова (Ереван) преподавателем психологии, доцентом, заведующим кафедрой психологии. В 1981—1996 гг. работал в Институте философии и права АН Армении в качестве заведующего отделом психологии. В 1996—1997 гг. был стажером в Фордамском университете (Нью Йорк, США). После возвращения в Армению основал Центр психологических исследований, председателем которого является до сих пор.

## Научная деятельность
Основными сферами интересов являются: психология личности, социальная и этническая психология, психология творчества, общая теория психологии.
В своих многочисленных трудах А. Налчаджян разработал ряд научных теорий и концепций, основными из которых являются:
1. концепция о психологических механизмах интуиции;
2. теория психологической адаптации личности в проблемных ситуациях;
3. теория уровней психической активности человека;
4. теория этнической самозащиты; концепцию и взаимосвязи внутриэтнической и межэтнической агрессии.
5. ряд концепций в области этнической характерологии и теории агрессивности человека.
6. комплексная (психологическая, философская и логическая) концепция фатализма.

В последние годы разрабатывает концепцию этнической виктимологии и психологической теории этноцида, теории этногенеза и фатализма.
А.Налчаджян — автор четырёх вузовских и трех школьных учебников психологии, около 30 лет преподавал психологию в вузах Армении. В настоящее время полностью перешёл на научно-исследовательскую работу. В разные годы А. А. Налчаджян Был членом целого ряда международных психологических организаций.
Женат, отец троих детей.

## Опубликованные труды

### На русском языке
1. Некоторые психологические и философские проблемы интуитивного познания (интуиция в процессе научного творчества). Москва: «Мысль», 1972, 271 с. (Переводы: на немецком языке: Берлин, «Академи Ферлаг», 1975; на польском языке: Варшава: «Издательский институт», 1979).
2. Личность, психическая адаптация и творчество. Ереван: Издательство «Луйс», 1980, 264 с.
3. Социально — психическая адаптация личности (формы, механизмы и стратегии). Ереван: Изд-во АН Арм. ССР, 1988, 263 с.
4. Национальная идеология и этнопсихология. Ереван: «Огебан», 1999, 52 с.
5. Этнопсихологическая самозащита и агрессия. Ереван: «Огебан», 2000, 408 с.
6. Этническая характерология. Ереван: «Огебан», 2001, 448 с.
7. Загадка смерти (Очерки психологической танатологии). СПб., М.; «Питер», 2004, 224 стр. (Первое изд.: Ереван: «Огебан», 2000, 268 с.).
8. Ночная жизнь (Личность в своих сновидениях). СПб.: «Питер», 2004, 443 с. (Первое изд.: Ереван: «Огебан», 2000, 505 с.).
9. Психологическая этнопедагогика. Ереван: «Зангак», 2003, 520 с. (в соавторсве с С.Мкртчяном).
10. Этнопсихология. СПб.: «Питер», 2004, 381 с. (Первое изд.: Основы этнопсихологии. Ереван: «Огебан», 2003, 436 с.).
11. Этногенез и ассимиляция (психологические аспекты). М.: «Когито-Центр», 2004, 216 с. (Первое изд.: Ереван: «Огебан», 2003, 256 с.).
12. Атрибуция, диссонанс, социальное познание. М.: «Когито-Центр», 2006, 511 с.
13. Агрессивность человека. Москва: «Питер», 2007, 736 с.
14. Психологическая адаптация. Москва: «ЭКСМО», 2010, 368 с.
15. Этническая виктимология и психоистория этноцида.Ереван, 2011, 422 с.
16. Психика, сознание, самосознание. Ереван, 2011, 518 с.
17. Фрустрация, психологическая самозащита и характер в двух томах. Ереван, 2013; Том 1, 217 с.; Том 2, 506 с.
18. Теория ценностей и цинизма, Психологические аспекты аксиологии. Москва, "Когито Центр", 2020, 206 с.

### На армянском языке
1. Интуиция в процессе научного творчества. Ереван: «Айастан», 1976, 324 с.
2. Психологический словарь. Ереван: Изд-во «Луйс», 1984. 240 с.
3. Личность, групповая социализация и психологическая адаптация. Ереван: Изд-во АН Армении, 1985, 265 с.
4. Психология смерти. Ереван: Изд-во «Пюник», 1992, 124 с.
5. Основы психологии. Ереван: Изд-во «Огебан», 1997, XVII + 648 с.; Изд-во «Букинист», 2016 (в двух книгах).
6. Ночная жизнь.(Личность в своих сновидениях). Ереван: Изд-во «Зангак»,2000,496 с.
7. Этническая психология. Ереван: Изд-ва «Огебан», «Зангак», 2001, 544 с.
8. Социальная психология. Ереван: Изд-во «Зангак», 2004, 432 с.
9. Национальная идентичность (с позиций этнопсихологии и этнополитологии). Ереван, 2012 (2016). 45 с.